# Søslaget på Kolberger Heide
Søslaget på Kolberger Heide mellem en dansk og en svensk flåde indledtes 1. juli 1644 på Kolberger Heide, et farvandsafsnit mellem Femern og Kielerfjorden.
Den danske flåde var under ledelse af Christian 4. og den svenske af admiral Claes Fleming.

## Baggrund
Sverige havde udnyttet sin stærke militære stilling under den pågående 30-årskrig til at indlede en krig mod Danmark for at erobre nye territorier. Den svenske hær, som stod i Tyskland under ledelse af Lennart Torstenson, angreb mod nord og besatte hele Jylland. Torstensons succes har ført til, at krigen i eftertiden er blevet kaldt Torstensonkrigen (Hannibalfeiden på norsk). Men eftersom Torstenson ikke nåede til Sjælland og København, og de svenske styrker, som rykkede frem i Skåne, ikke kunne krydse Øresund, kom de to landes flådestyrker til at spille en nøglerolle. Med dansk søherredømme ville svenskerne vanskelig kunne vinde landkrigen. Men hvis svenskerne fik kontrol over dansk farvande, ville den danske hovedstad stå ubeskyttet mod de stærke svenske landstyrker.
Den 1. april 1644 drog Christian IV ud fra København med ti skibe for at etablere en blokade uden for Göteborg. Efter en måned, den 1. maj 1644, forlod størstedelen af flåden Gøteborg, og kun to skibe blev tilbage ved Vinga for at opretholde blokaden. Resten af den danske flåde satte kursen mod Flekkerøy uden for Kristiansand, hvortil de ankom den 5. maj 1644. Nu var flåden suppleret med yderligere fem skibe. Fire skibe blev sendt til forskellige strategiske steder, mens hovedstyrken på ni skibe sejlede sydover for at møde en nederlandsk flåde, som var hyret af svenskerne. De danske skibe møder den hollandske flådestyrke, og der udvikler sig et blodbad i Slaget i Lister Dyb den 16. maj 1644. To dage senere bestemmer kongen sig for at drage til Flekkerøy for at proviantere. Et nyt slag udkæmpes ved Lister Dyb den 25. maj 1644, men det lykkes den nederlandske hjælpeflåde at slippe forbi Pros Mund og vende tilbage til Vlissingen i Nederlandene uden større tab.
Kong Christian IV drog atter til Flekkerøy for at proviantere, samtidig som han gennemførte en krigsret mod de kaptajner, som havde forsømt deres pligt under sidste del af slaget ved Lister Dyb den 25. maj. Kongen omorganiserede sin flåde med tanke på et tredje angreb, og han rådede nu over 17 skibe. Men ved Lister Dyb var det ingen fjender at kæmpe imod, så han drog igen tilbage til Flekkerøy for at proviantere, og derefter satte han kursen mod København, hvortil han ankom den 22. maj. Nu fik han samlet hele flåden for at tage kampen op mod den svenske flåde.

## Slaget
Den 1. juni havde den svenske flåde forladt Dalarö under Klas Flemings kommando. Flåden bestod af 43 skibe. Den 30. juni 1644 lå størstedelen af den svenske flåde for anker ud for Femerns nordligste punkt. Klokken 9 om morgenen ankom den danske flåden med sine 40 skibe og havde god vind. Dette var første gang siden syvårskrigen, at de to lande kom til at prøve kræfter i et større søslag. Admiral Fleming gjorde flåden klar til at sejle, men forsøgte først at finde ud af, hvad den danske flåde ville gøre. Klokken 12 satte den svenske flåde kurs mod vest.
Det lykkedes den svenske flåde at komme forbi Femerns nordlige punkt, og da pressede Fleming flåden mellem Femern og en sandbanke, som lå vest for øen. Danskerne turde ikke gå så nær land, men lagde sig i stedet i læ uden for banken. Ved denne dristige manøvrere kom Fleming i ly af den danske flåde, og han kunne gøre sig klar til første angreb. Vinden var gunstig for svenskerne, og admiral Fleming gennemførte tre nye angreb. Efter det fjerde angreb ophørte stridighederne, da det blev mørkt..
Den danske flåde ankrede op på østsiden af Femern for at reparere skader på skibene. Den svenske flåde drog til Kielerfjorden for at reparere skibene. Tabene i denne strid var ubetydelige i forhold til dem, som døde under den nordiske syvårskrig: Ca. 200 mand blev dræbt og såret på dansk side, mens omtrent 100 blev dræbt og såret på svensk side. Ingen skibe blev erobret, og ingen fanger blev taget.
Christian den 4. befandt sig på sit flagskib Trefoldigheden og blev under kampen ramt af sprængstykker, hvorefter han blødende faldt om, og man troede ham død. Han rejste sig dog straks og opfordrede til fortsat kamp, men han havde mistet synet på højre øje. Det er denne begivenhed, der henvises til i "Kong Christian stod ved højen mast".

## Følger
Ved dagens slutning ophørte kampen, uden at en afgørelse var faldet, men det var lykkedes den danske flåde at spærre den svenske inde i fjorden.
Indespærringen varede en hel måned, men den 1. august lykkedes det svenskerne under admiral Carl Gustaf Wrangel at slippe ud i Østersøen. Den danske admiral Peder Galt fik skylden herfor og blev dømt til døden. Rigsrådet indstillede ham dog til benådning, men kongen ville ikke lade ham slippe, og den gamle admiral blev henrettet på pladsen foran Københavns Slot.

## Deltagende skibe

### Danmark
Første eskadre:

Patientia 48 (eskadrens flagskib)

Oldenborg 42

Stormar 32

Fides 28

Svan 26

Prinds Christian (handelsfartøj)

Lam 16

Havhest 14

Jomfrusvend 6

Ørn 4

Anden eskadre:

Tre Løver 46

Lindorm 38

Kronet Fisk 20

Emanuel (handelsfartøj)

Forgyldte Stokfisk (handelsfartøj)

S. Jacob (handelsfartøj)

S. Peter (handelsfartøj)

Hvide Björn 14

Sorte Björn 14

Postillion 14

Tredje eskadre:

Trefoldighed 48 (eskadrens flagskib)

Pelican 36

Graa Ulv 30

Norske Løve 30

Neptunus 28

Sorte Rytter 24

Tvende Løver 22

Josua (handelsfartøj)

Hollandske Fregat 12

Højenhald 8

Fjerde eskadre:

St Sophia 40 (eskadrens flagskib)

Tre Kroner 30

Delmenhorst 28

Nelleblad 24

Røte Gans (handelsfartøj)

Unge Ulv (handelsfartøj)

Markat 16

Gak Med 12

Samsons Gallej 9

Flyvende Hjort 8

De danske handelsfartøjer var i snit bevæbnede med 20 kanoner hver.

### Sverige
Avantgarde:

Scepter 58 (Avantgardens flagskib)

Drake 40

Göteborg 36

Leopard 36

Rafael 36

Jupiter 34

Regina 34 (Abraham Duquesne)

Smålands Lejon 32

Katta 22

Tiger 18

Måne 16

2 brændere

Center:

Krona 68 (Centerets flagskib)

Nyckel 34

Stockholm 34

Samson 32

Apollo 26

Merkurius 26

Salvator 26

Vestervik 26

Vestgöta Lejon 26

Rekompens 22

Svan 22

St Jakob 12

2 brændere

Arriärgarde:

Göta Ark 72 (Arriärgardens flagskib)

Svärd 32

Mars 30

Andromeda 26

Jägare 26

Vesterviks Fortuna 24

Akilles 22

Enhorn 18

Falk 18

Gamla Fortuna 18

Papegoja 12

3 brændere

Deltagende brændere: Meerman, Caritas, Meerweib, Bona, Jungru,  St Mikael samt yderligere en. De fire af brænderne havde fungeret som hestetransporter og var knap kampklare.